# Bukit Seburi
Bukit Seburi is een bestuurslaag in het regentschap Flores Timur van de provincie Oost-Nusa Tenggara, Indonesië. Bukit Seburi telt 550 inwoners (volkstelling 2010).